# Bordásszélű fülőke
A bordásszélű fülőke (Gymnopus perforans) a szegfűgombafélék családjába tartozó, Eurázsia és Észak-Amerika fenyveseiben honos, apró termetű, nem ehető gombafaj. Egyéb elnevezései fenyő-büdösszegfűgomba, fenyő szagosszegfűgomba, fenyő-szegfűgomba.

## Megjelenése
A bordásszélű fülőke kalapja 1-1,5 cm átmérőjű, alakja fiatalon domború, de hamar laposan kiterül; a közepe bemélyedő, mindig kis púppal. Széle szabályos. Felszíne sugarasan ráncolt, szabálytalan. Színe nedvesen sötét vörösbarna, szárazon bézsbarna. Húsa porcos, vékony, fehéres színű. Szaga és íze rothadó káposztára emlékeztet.
Lemezei ritk állásúak, tönkhöz nőttek, hullámosak. Színük húsbarna.
Spórapora fehér. Spórái ellipszis vagy almamag alakúak, simák, méretük 6-9,5 x 3,5-5 µm.
Tönkje 1,5-3 cm magas és maximum 0,1 cm vastag. Alakja hengeres, elgörbülhet. Színe a kalap alatt vörösbarna, lefelé fokozatosan elfeketedik. Felszíne bársonyos.

### Hasonló fajok
A lószőrfülőke külsőre hasonló, de szaga és íze kellemes. A nyakörves szegfűgomba lomberdőkben él.

## Elterjedése és termőhelye
Eurázsiában és Észak-Amerikában honos.
Elsősorban lucfenyők, ritkábban erdeifenyők alatt él a lehulott tűlevelek anyagát bontva. Gyakran sereges, szinte szőnyegszerű. Kora tavasztól egészen a tartós kemény fagyokig terem, de leginkább összel tömeges. 

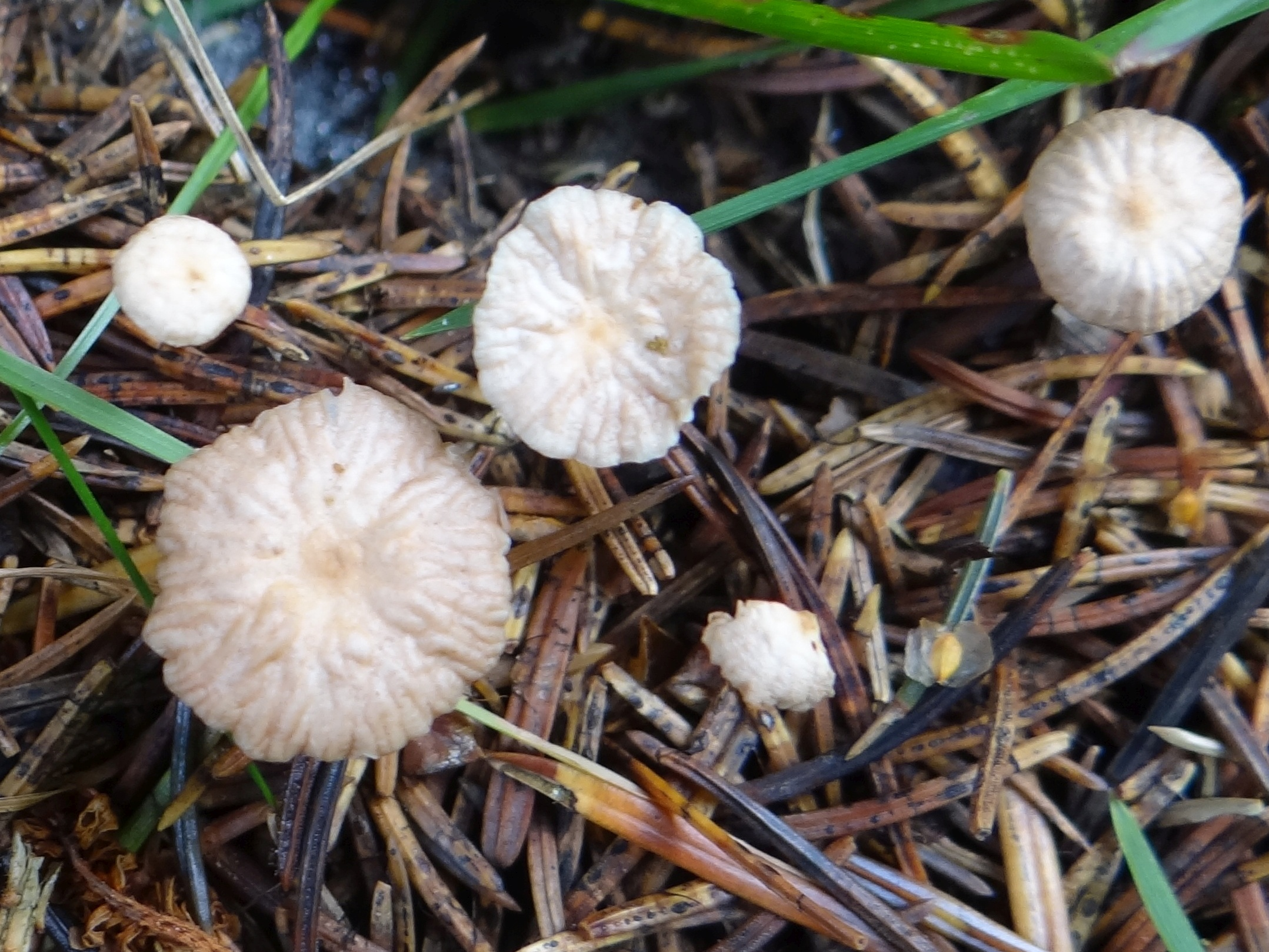
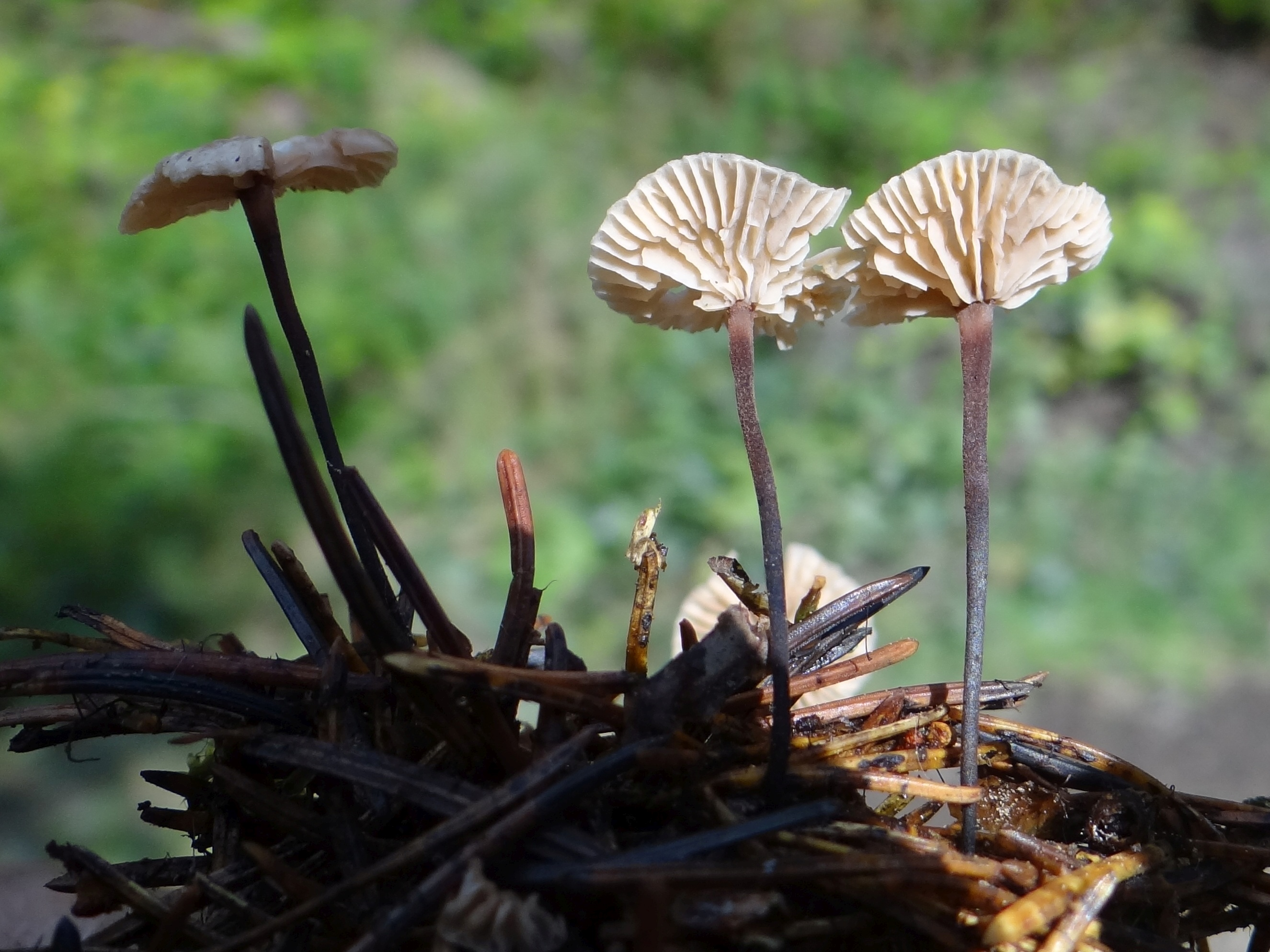
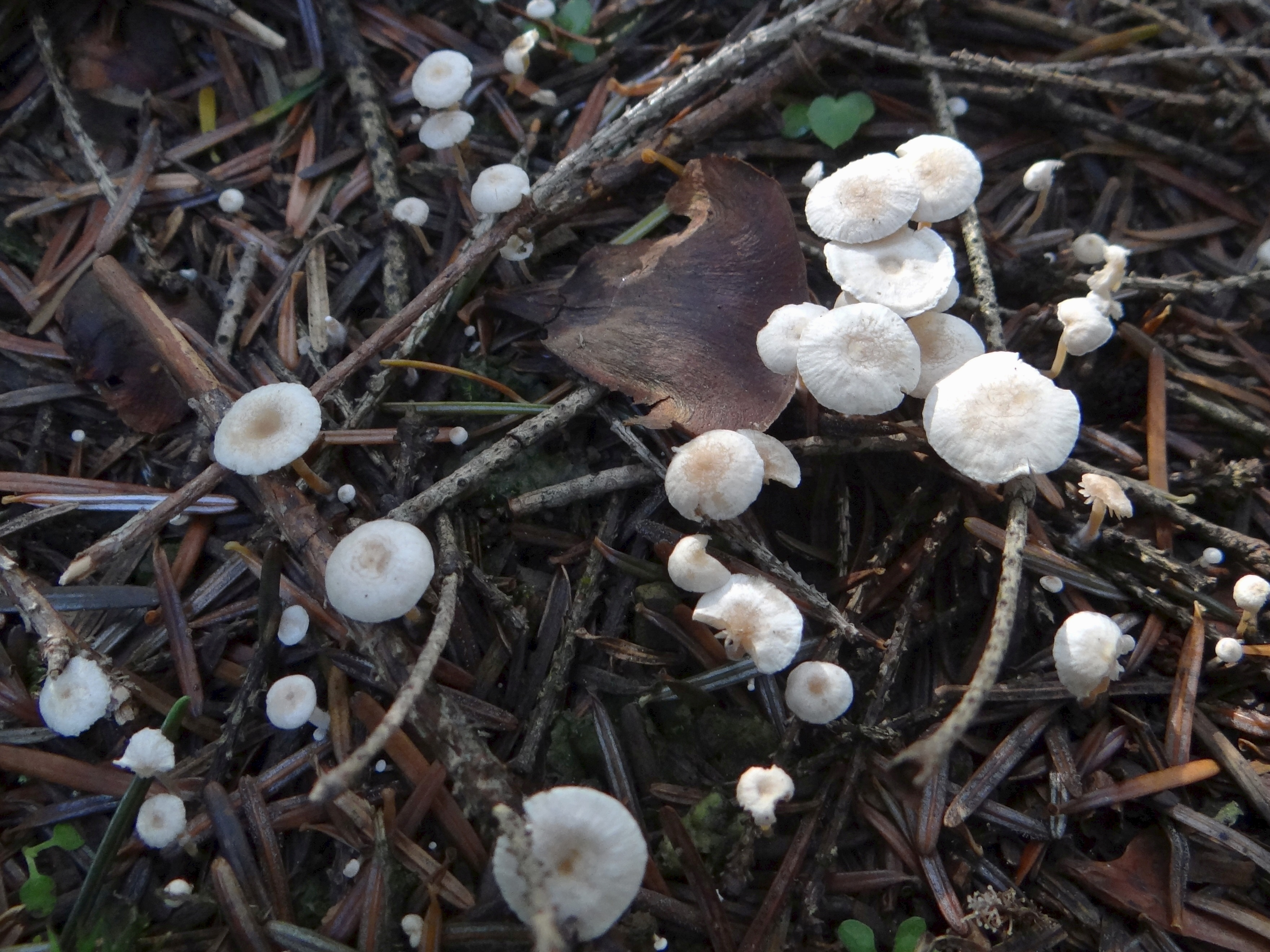
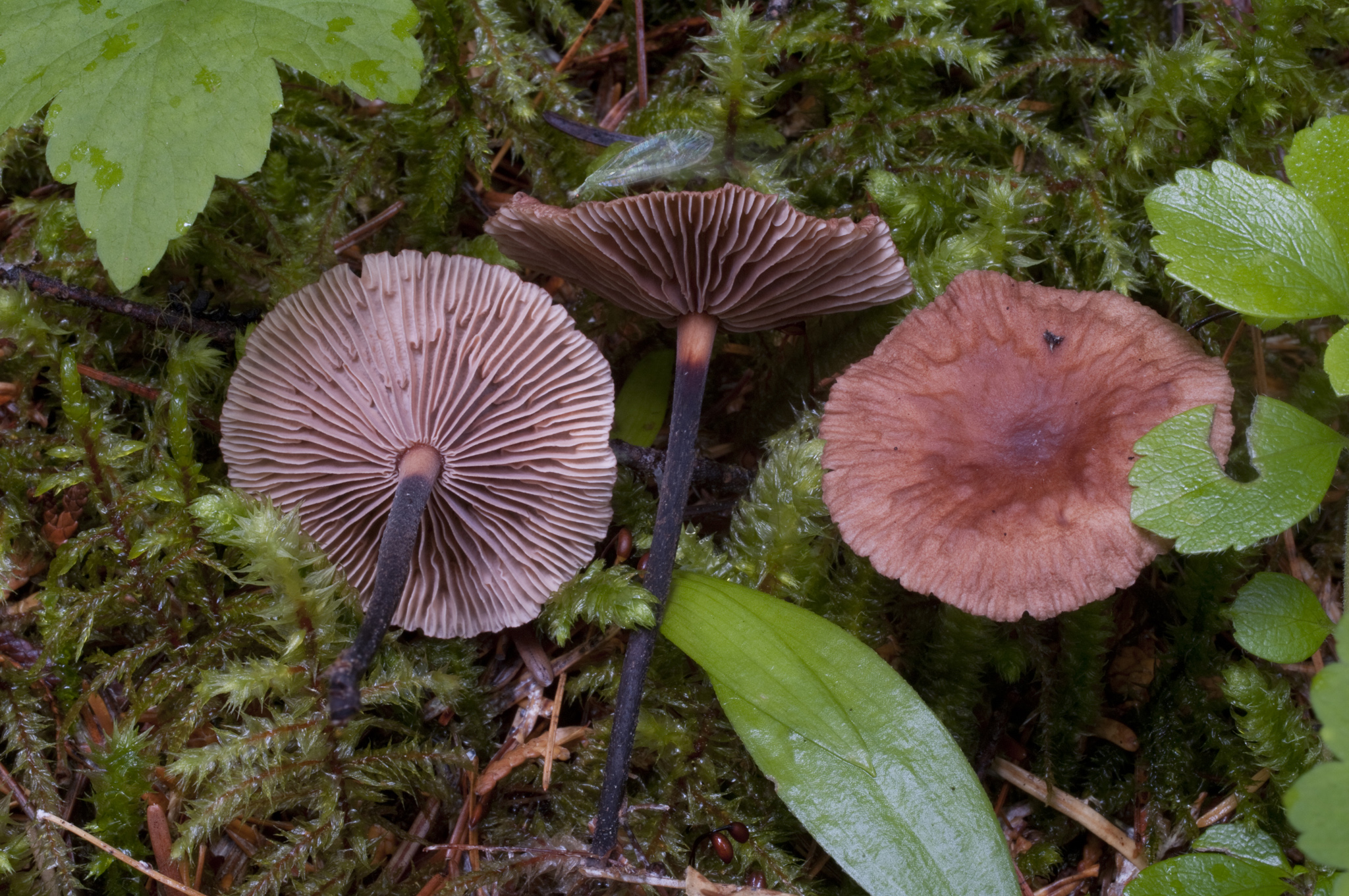
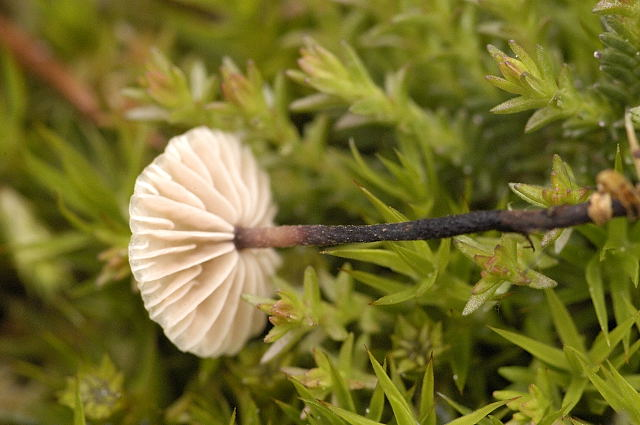

Nem ehető.   